# Hermann Marggraff

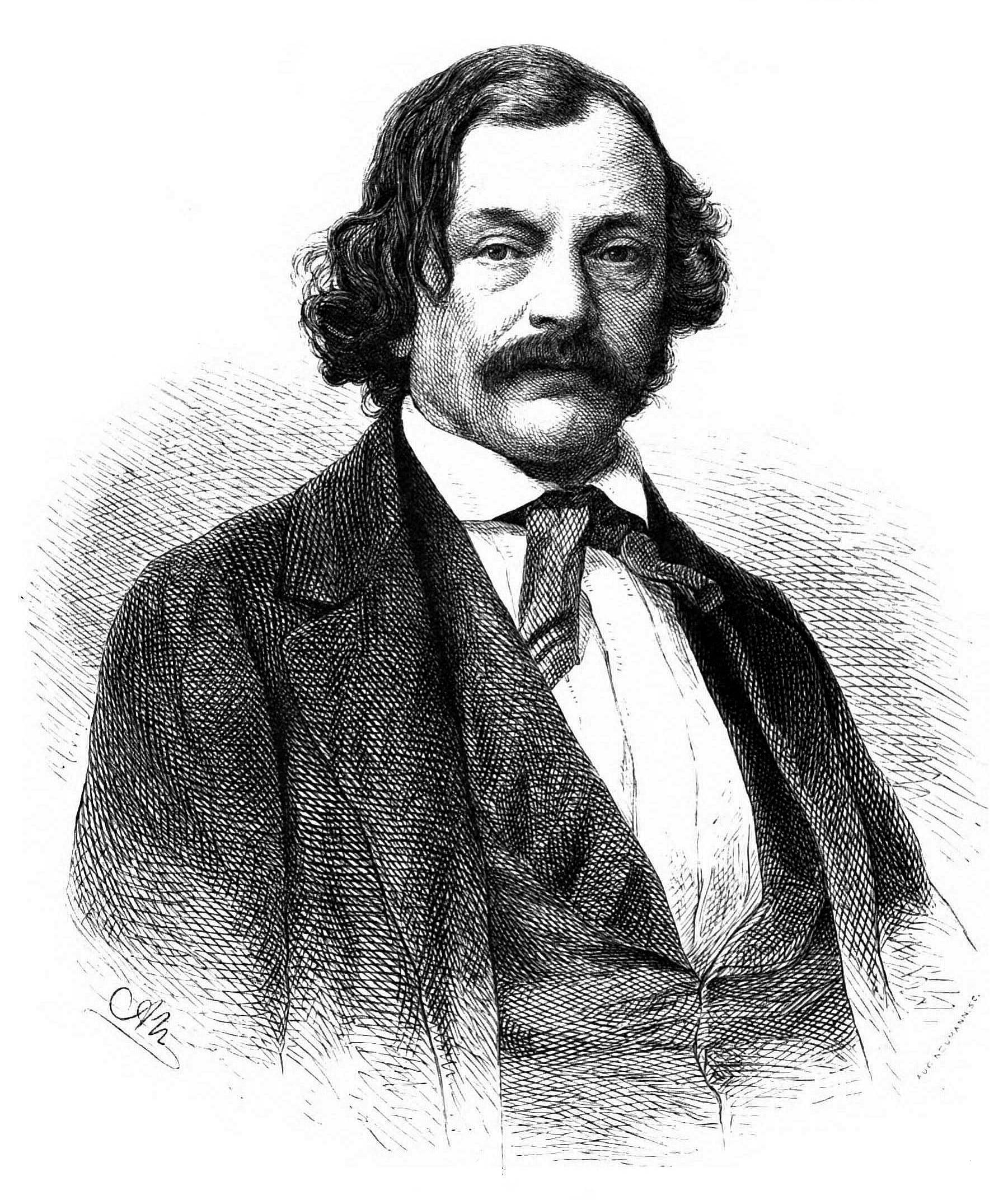
Hermann Marggraff

Hermann Marggraff  (* 14. September 1809 in Züllichau, Mark Brandenburg; † 11. Februar 1864 in Leipzig) war ein deutscher Schriftsteller, Journalist und Literaturkritiker.

## Leben und Werk
Hermann Marggraff, Sohn eines Kreissteuereinnehmers und jüngerer Bruder von Rudolf Marggraff, besuchte das Gymnasium in Züllichau und studierte von 1829 bis 1833 in Berlin Philologie und Philosophie. Er bestand 1835 das Gymnasiallehrerexamen, entschloss sich jedoch, den Lehrerberuf aufzugeben und als freier Schriftsteller zu leben. Marggraff, der schon als Schüler und Student Gedichte geschrieben und sich in Berlin einer Gruppe junger Dichter um Eduard Ferrand angeschlossen hatte, übernahm 1836 das Berliner Conversations-Blatt für Poesie, Literatur und Kritik, das er bis 1838 redigierte. 1835 freundete er sich mit Theodor Mundt an und sympathisierte mit der literarischen Bewegung des Jungen Deutschland. Nahezu alle wichtigen Werke der Jungdeutschen wurden von ihm ausführlich besprochen. Marggraffs bedeutendster Beitrag zu dieser gesellschaftskritischen und literarischen Bewegung ist sein 1839 erschienener Band Deutschland's jüngste Literatur- und Culturepoche. Wie stark er im Geiste des Vormärz an einer engen Verbindung von Poesie und Politik interessiert war, belegt auch seine 1843 herausgegebene Anthologie Politische Gedichte aus Deutschlands Neuzeit. Von Klopstock bis auf die Gegenwart.
Marggraff ging 1838 nach Leipzig, wo er gemeinsam mit Robert Blum und Karl Herloßsohn von 1839 bis 1842 das siebenbändige Allgemeine Theater-Lexikon oder Encyclopädie alles Wissenswerthen für Bühnenkünstler, Dilettanten und Theaterfreunde herausgab. 1843 zog er nach München, zwei Jahre später nach Augsburg. Er beteiligte sich hier an der Redaktion der Augsburger Allgemeinen Zeitung. 1847 wurde er Redakteur der Deutschen Zeitung in Heidelberg, seit Herbst 1848 in Frankfurt/M., redigierte dort, nachdem die Deutsche Zeitung eingegangen war, noch einige Wochen den Frankfurter Volksboten. Im Sommer 1851 wechselte Marggraff nach Altona, arbeitete zunächst als Redakteur am Altonaer Mercur, dann in Hamburg an der Staats und Gelehrten Zeitung des Hamburgischen unpartheiischen Correspondenten. Ende 1853 übernahm er in Leipzig die Redaktion der Blätter für literarische Unterhaltung, die er bis zu seinem Tod innehatte. Unabhängig von seinen redaktionellen Festanstellungen hat Marggraff über dreißig Jahre rastlos für viele weitere Blätter geschrieben und korrespondiert und sich bemüht, neben seiner journalistischen Tätigkeit sich und seine Familie mit zahlreichen Büchern, die er herausgab oder schrieb, über Wasser zu halten.
Marggraff war seit 1843 verheiratet und hinterließ bei seinem Tod in Leipzig neun Töchter, die alle noch ›unversorgt‹ waren.
Marggraff war Mitglied der Freimaurerloge Balduin zur Linde in Leipzig. Angeregt durch seinen Logenbruder und Meister vom Stuhl Karl Christian Kanis Gretschel veröffentlichte er 1842 eine deutsche Übersetzung des Regius-Manuskripts.
Er saß in Leipzig am Verbrechertisch, auf dessen Tischplatte er namentlich erwähnt ist.
Buchhändlerisches und verlegerisches Schriftgut zu ihm ist im Deutschen Buch- und Schriftmuseum in Leipzig zugänglich.

## Werke
- Gedichte. Zerbst 1830 (gemeinsam mit seinem Bruder Rudolf Marggraff).
- Bücher und Menschen. Bunzlau 1837.
- Kaiser Heinrich IV. Tragödie in fünf Aufzügen. 1837.
- Deutschlands jüngste Literatur- und Kulturepoche. Charakteristiken. Leipzig 1839.
- Das Täubchen von Amsterdam. Trauerspiel in fünf Acten. (Über Dyveke Sigbritsdatter.) Leipzig 1839.
- Justus und Chrysostomus, Gebrüder Pech. Zeit- und Lebensläufte. Leipzig 1840, 2 Bände.
- Johannes Mackel. Bunte Schicksale einer häßlichen doch ehrlichen Haut. Leipzig 1841, 2 Bände.
- Elfride. Trauerspiel in fünf Acten. (Als Manuskript gedruckt.) Altenburg 1841.
- Reise-Manual. Hamburg 1853–1856, 4 Bände.
- Ernst Schulze. Nach seinen Tagebüchern und Briefen sowie nach Mittheilungen seiner Freunde geschildert. Leipzig 1855. (= Ernst Schulze: Sämmtliche poetische Werke. 3. Auflage. Theil 5.).
- Fritz Beutel. Eine Münchhauseniade. Frankfurt am Main 1856 (Digitalisat in der Google-Buchsuche).
- Gedichte. Leipzig 1857.
- Schiller's und Körner's Freundschaftsbund. Einleitung zur 2. wohlfeilen Ausgabe von Schiller's Briefwechsel mit Körner. Leipzig 1859.
- Balladenchronik. Leipzig 1862.
- J. K. Wezel, der Sonderling von Sondershausen. (1837). Nebst Marginalien aus der neueren Zeit von Bernhard Langer. Fulda 1997 (Zuerst erschienen im Berliner Conversations-Blatt 1836).

Außerdem veröffentlichte er als Übersetzer und Herausgeber:
- James Orchard Halliwell: Urgeschichte der Freimaurerei in England. Deutsch von Hermann Marggraff. Leipzig 1842.
- Liederbuch des deutschen Michel. Leipzig 1843.
- Hausschatz der deutschen Humoristik. 2 Bände. Leipzig 1860.